# Premio Jerry West

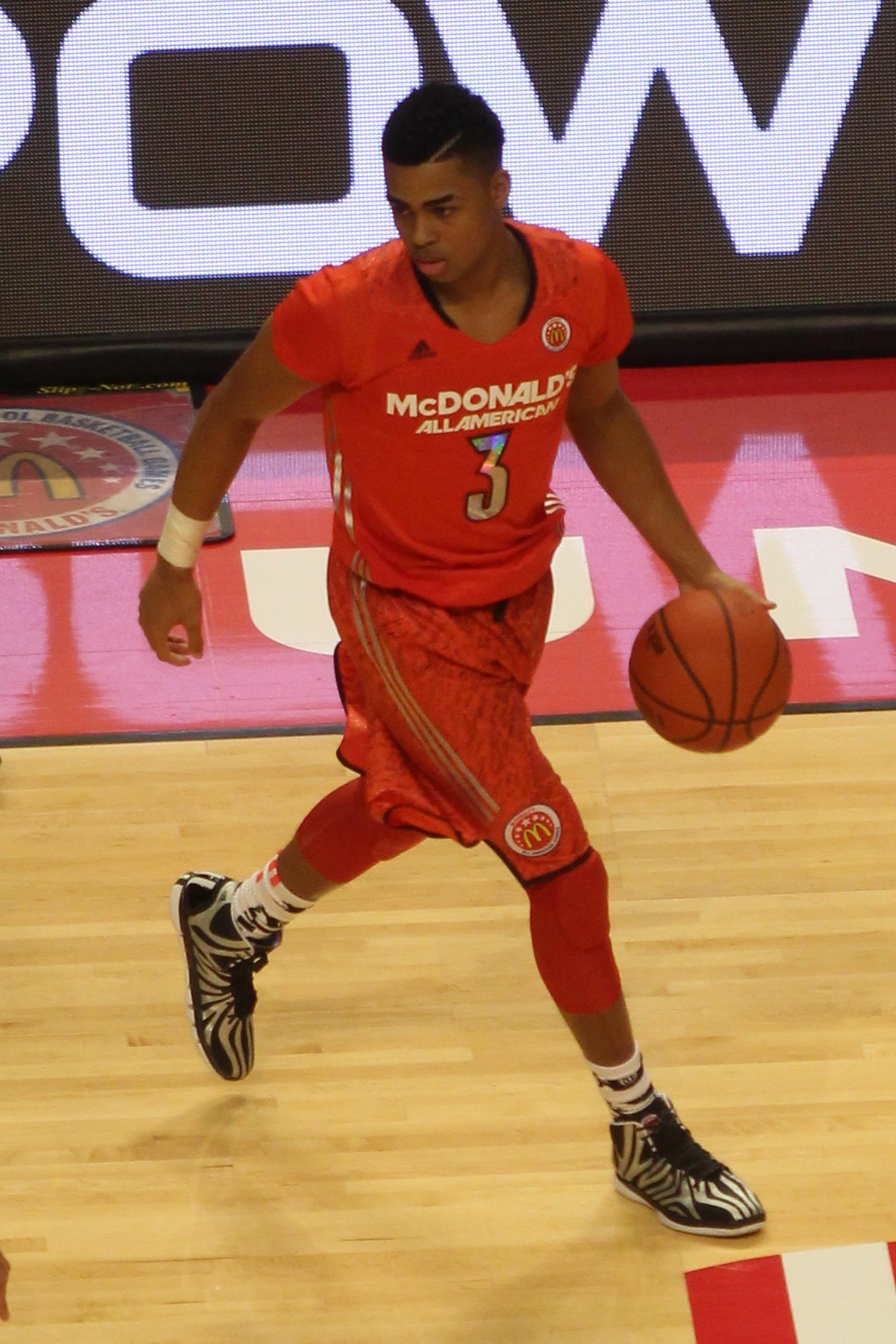
D'Angelo Russell, el primer ganador.

El Jerry West Shooting Guard of the Year Award, en español, Premio Jerry West al Mejor Escolta del Año, es un galardón concedido anualmente por el Naismith Memorial Basketball Hall of Fame al mejor escolta de la División I de la NCAA. Tras el éxito del Premio Bob Cousy, que se otorga al mejor base de la temporada, éste es uno de los cuatro nuevos premios creados en 2015, junto al Premio Kareem Abdul-Jabbar, Premio Karl Malone y Premio Julius Erving.
Su nombre hace referencia y homenajea al campeón de la NBA y Premio Bill Russell al MVP de las Finales de la NBA, Jerry West. El primer ganador fue D'Angelo Russell.

## Ganadores
| *           | Galardonado con un premio nacional de Jugador del Año: el Naismith College Player of the Year o el John R. Wooden Award |
| Jugador (X) | Denota el número de veces que el jugador ha conseguido el Premio Kareem Abdul-Jabbar                                    |

| Temporada | Jugador          | Universidad    | Clase     | Referencia |
| --------- | ---------------- | -------------- | --------- | ---------- |
| 2014–15   | D'Angelo Russell | Ohio State     | Freshman  | [ 3 ]      |
| 2015–16   | Buddy Hield*     | Oklahoma       | Senior    | [ 4 ]      |
| 2016–17   | Malik Monk       | Kentucky       | Freshman  | [ 5 ]      |
| 2017–18   | Carsen Edwards   | Purdue         | Sophomore | [ 6 ]      |
| 2018–19   | RJ Barrett       | Duke           | Freshman  | [ 7 ]      |
| 2019–20   | Myles Powell     | Seton Hall     | Senior    | [ 8 ]      |
| 2020–21   | Chris Duarte     | Oregon         | Senior    | [ 9 ]      |
| 2021–22   | Johnny Davis     | Wisconsin      | Sophomore | [ 10 ]     |
| 2022–23   | Marcus Sasser    | Houston        | Senior    | [ 11 ]     |
| 2023–24   | R. J. Davis      | North Carolina | Senior    | [ 12 ]     |
| 2024–25   | Chaz Lanier      | Tennessee      | Senior    | [ 13 ]     |

## Ganadores por universidad
| Universidad    | Premios | Años |
| -------------- | ------- | ---- |
| North Carolina | 1       | 2024 |
| Duke           | 1       | 2019 |
| Houston        | 1       | 2023 |
| Kentucky       | 1       | 2017 |
| Ohio State     | 1       | 2015 |
| Oklahoma       | 1       | 2016 |
| Purdue         | 1       | 2018 |
| Seton Hall     | 1       | 2020 |
| Oregon         | 1       | 2021 |
| Wisconsin      | 1       | 2022 |
| Tennessee      | 1       | 2025 |